# Herman Jacob Dijckmeester (1771-1850)
Herman Jacob Dijckmeester (Tiel, 1 februari 1771 - Tiel, 16 juni 1850) was een politicus uit het Verenigd Koninkrijk der Nederlanden.
Dijckmeester was een Tielse regent en rechter, zoon van de president-burgemeester van Tiel. Na 1813 was hij lid van de Grote Vergadering van Notabelen en Tweede Kamerlid. Hij was in de zitting 1835/1836 Kamervoorzitter. Hij werd gekenschetst als een bekwaam rechtsgeleerde en bescheiden en rechtschapen mens.
Hij was de grootvader van het Eerste Kamerlid A.J. Dijckmeester en het Tweede Kamerlid H. J. Dijckmeester
- Biografisch Portaal: 12446919
- Digitale Bibliotheek voor de Nederlandse Letteren: dijc007
- International Standard Name Identifier: 0000 0003 8921 6918
- Nederlandse Thesaurus van Auteursnamen: 070634130
- Parlement.com: vg09llss5gzr
- Virtual International Authority File: 282617637
- WorldCat: E39PBJvtcvtFKTjxhVTk39vT73